# Lugalzagesi
Lugalzagesi, o Lugal-Zagesi di Umma (sumero: 𒈗𒍠𒄀𒋛, lugal.zag.ge.si; ... – 2330 a.C.), è stato l'ultimo re sumerico prima della conquista di Sumer da parte di Sargon di Akkad ed è considerato l'unico re della terza dinastia di Uruk.

## Storia
Lugalzagesi divenne re di Umma nel 2355 a.C. circa. Sconfisse il re Urukagina di Lagash e riuscì con la forza e dopo immani spargimenti di sangue, seguiti dalla distruzione pressoché totale delle città appartenenti al principato di Lagash, a riunificare la Mesopotamia. Le sue atrocità sopravvissero in seguito nelle leggende sumeriche. 
Diede vita ad un vero impero nella Mesopotamia, annettendo le città-stato di Ur, Kish e Uruk, dove stabilì la sua capitale. Il suo impero comprendeva, inoltre, i territori dell'Elam e della Siria. L’impero ebbe però vita breve, infatti cadde dopo solo 50 anni dalla sua formazione.
Lugalzagesi, in una lunga iscrizione che ordinò fosse incisa su centinaia di vasi di pietra dedicati al dio EnLil di Nippur, si vantava che il suo regno fosse esteso "dal mare Inferiore (golfo Persico), lungo il Tigri e l'Eufrate, fino al mare Superiore (Mediterraneo)".
I suoi venticinque anni di regno, basati su terrore e uccisioni, avevano però creato il malcontento degli ensi (re vassalli) di Sumer, che accolsero come un liberatore il principe Sargon quando questi, dopo aver preso il potere a Kish e radunato un grande esercito, attaccò il re sumero ad Uruk, lo sconfisse, lo catturò e, prima di farlo uccidere, lo espose al pubblico ludibrio in una gabbia davanti al tempio di Enlil a Nippur.